# Harald Feller (Musiker)

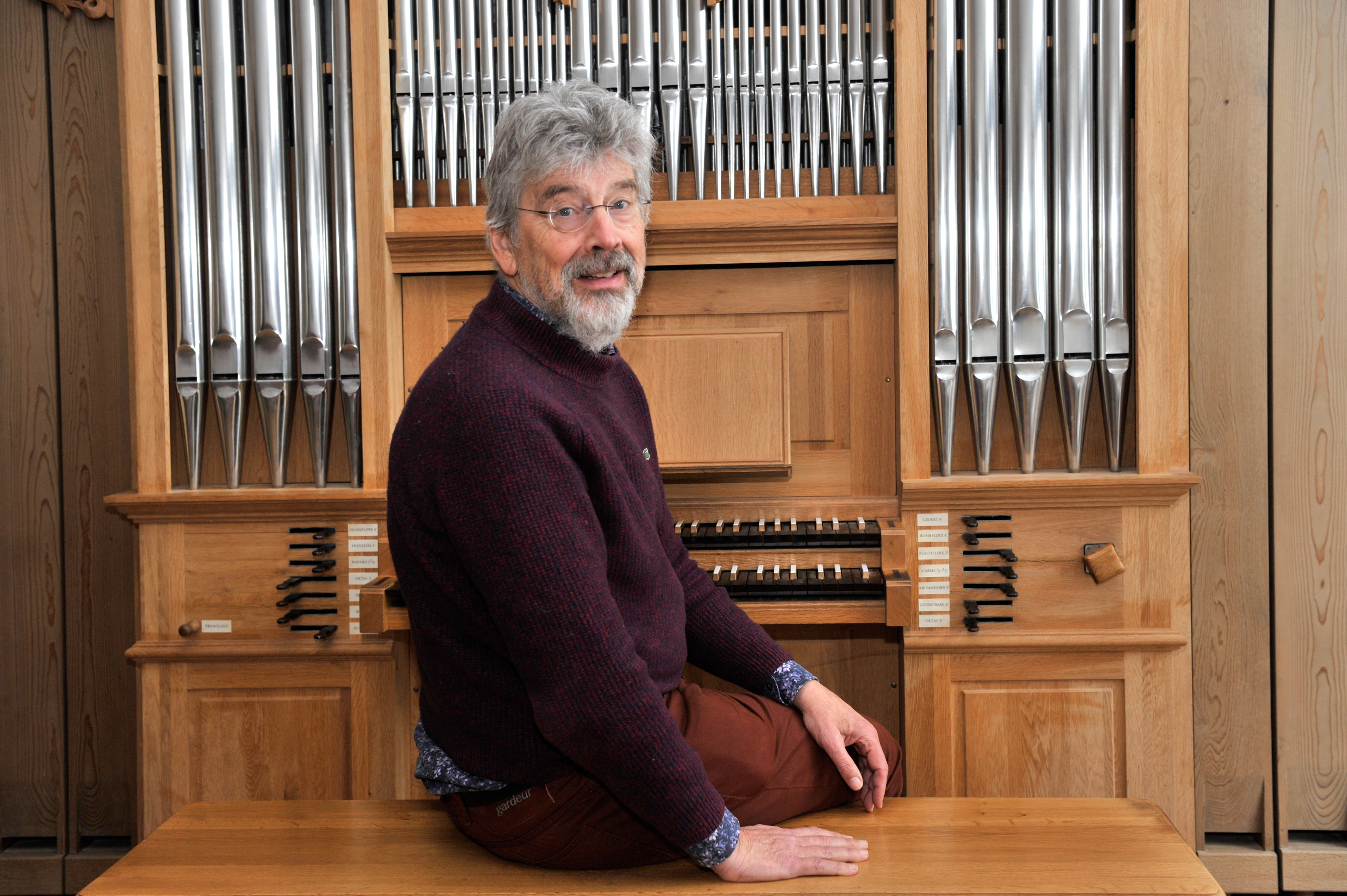
Harald Feller (2022)

Harald Feller (* 1951 in München) ist ein deutscher Organist, Komponist, Arrangeur und Pädagoge.

## Leben und Wirken
Feller studierte an der Musikhochschule München Orgel bei Franz Lehrndorfer und Kirchenmusik. Nach dem Konzertdiplom im Fach Orgel setzte er von 1979 bis 1980 seine Studien bei Marie-Claire Alain in Paris fort. Feller war Stipendiat der Studienstiftung des deutschen Volkes sowie des Deutschen Studienzentrums Venedig. Aus verschiedenen nationalen und internationalen Wettbewerben in Haarlem, München, Berlin und Nürnberg ging er als Preisträger hervor. 1979 wurde ihm der Förderpreis für Musik des Bayerischen Staates zuerkannt.
1978 übernahm Feller einen Lehrauftrag an der Musikhochschule München und war ab 1980 Dozent an der Fachakademie für katholische Kirchenmusik und Musikerziehung Regensburg, bis er 1983 einen Ruf als Professor an die Musikhochschule in München erhielt, wo er seither eine eigene Orgelklasse betreut. Zu seinen Schülern zählen unter anderem Jörg Duda, Peter Kofler, Gerhard Merkl, Markus Landerer, Kunibert Schäfer, Michael Anderl, Anne Horsch und Thomas Renner.
Feller ist durch seine internationale Konzerttätigkeit sowie CD- und Rundfunkaufnahmen bekannt. Für den Film Schlafes Bruder spielte er die Orgelpartien ein.
In seinem kompositorischen Schaffen bildet neben Werken für Orgel, Orchester, Kammermusik und Liedern die Chormusik (mit und ohne Orchester) einen Schwerpunkt.

## Preise und Auszeichnungen
- 1976: Felix Mottlpreis München
- 1978: Felix-Mendelssohn-Bartholdy-Preis
- 1979: 3. Preis beim Wettbewerb der Internationalen Orgelwoche Nürnberg (ION)[3]
- 1983: Preisträger beim Internationalen Orgelimprovisationswettbewerb Haarlem in Holland
- 1983: Grand Prix international du disque Liszt
- 2007: Kompositionspreis zum 100. Bestehen des Berliner Domes für eine Vertonung des 22. Psalms

## Kompositionen (Auswahl)

### Orgel
Orgel solo
- Diptychon (Bärenreiter)
- Danse sacrée (Verlag Böhm und Sohn)
- Te Deum für Orgel (Schott)
- Poème funèbre für Orgel (Schott)
- 3 Gregorianische Paraphrasen (Salve Regina – Puer natus est – Dies irae) (Walhall-Verlag)
- Meditationsfantasie (Verlag Böhm und Sohn)
- 4 Stücke über BACH
- Fantasie für 2 Orgeln
- For Young Persons Guide to the Organ (Schott)
- Variationen und Fuge über ein Thema von Beethoven (Ode an die Freude) Orgelfassung (Schott-Verlag)

Orgel und andere Instrumente
- Fantasie über ein Thema von J. Brahms für Trompete und Orgel (Schott)
- Sonate für Trompete und Orgel
- Ettaler Sonate für Flöte und Orgel
- Panta rhei für Schlagzeug und Orgel (Walhall-Verlag)
- Danse macabre für Schlagzeug und Orgel (Walhall-Verlag)
- Adagio für Cello und Orgel
- Priére für Viola (englisch Horn) und Orgel (Walhall-Verlag)
- Sonata da chiesa für Cello und Orgel (Walhall-Verlag)

Orgel und Orchester
- Concertino festivo für Orgel, 8 Blechbläser und Schlagzeug
- Concerto für Orgel und Orchester
- Symphonie für Orgel und Orchester

### Klavier
Klavier solo
- Die Planeten
- Drei Klavierstücke über gregorianische Themen
- Toccata (Walhall-Verlag)
- Concertino für zwei Klaviere
- 4 Nocturnes
- Krabat-Suite.  Zwölf leichte Charakterstücke nach literarischen Motiven aus dem gleichnamigen Roman von Otfried Preußler
- Ragtime
- Variationen über ein Thema von Beethoven (Ode an die Freude) Klavierfassung
- Die vier Tageszeiten (Verlag Stephan Wunderlich) Geburtstagsmusik (Verlag Stephan Wunderlich)
- In memoriam (Verlag Stephan Wunderlich)
- Un petit concert

### Kammermusik
- Fantasie für Posaunenquartett (Edition Brand)
- 2 Miniaturen für Oboe, Klavier, Cello und Kontrabass
- Sonate für Flöte und Klavier
- Heptameron für Flöte und Klavier
- Suite für Flöte und Klavier
- Gedanken für Flöte und Klavier (Harfe)
- Fantasie für 13 Blechbläser
- Variationen über ein altenglisches Lied für Piccoloflöte und Marimba
- mouvements für Fagott, Tuba, Klavier und Akkordeon
- Prière für Englischhorn und Streichquintett
- 5 Miniaturen für Flöte solo

### Geistliche Musik
Chor a cappella
- Zwei Adventsmotetten
- 4 Weihnachtsmotetten für vier- bis achtstimmigen gemischten Chor (Verlag Helbling)
- Zwei Motetten nach Texten von Hildegard von Bingen (Verlag Helbling)
- Motette nach biblischen Texten für vierstimmigen gemischten Chor
- Mantra für 7-stimmigen gemischten Chor
- 22. Psalm für 8-stimmigen gemischten Chor
- Missa mundi für 7-stimmigen gemischten Chor
- Missa brevis für 7-stimmigen gemischten Chor
- In Nativitate Domini für 3 Männerstimmen
- Ave Maria für 8-stimmigen gemischten Chor
- Vater unser für 7-stimmigen gemischten Chor
- Gott unser Ursprung (Jürgen Henkys) (Strube-Verlag)
- Choralsätze nach den Choralbearbeitungen von Johannes Brahms

Chor mit Instrumenten
- Missa a 3. 3-stimmiger gemischter Chor, Flöte, Streichsextett und Orgel (Verlag Strube)
- Agnus Dei für 4-6-stimmigen gemischten Chor 4 Blechbläser und Orgel
- Missa canonica für 4-stimmigen gemischten Chor (Soli ad lib.), 5 Streicher und Orgel
- Missa in Nativitate Domini für Soli, Chor und Orchester
- Feldafinger Messe für 7-stimmigen gemischten Chor, Orchester und Orgel
- Credo für 4- bis 6-stimmigen gemischten Chor, Orchester und Orgel  (eigene Fassung, für Chor und Orgel)
- Si è congedato (Text: Heinz Grill) Musik für einen Verstorbenen für vierstimmigen gemischten Chor und Orgel
- 3 Spirituals für vierstimmigen gemischten Chor und Klavier
- Messe brève für Sopran solo, dreistimmigen Frauen-(Kinder-)chor und Orgel (Strube)
- Kyrie zur Weihnachtszeit

Soli mit Instrumenten
- Canti mariani. 4 Marienmotetten für Mezzosopran, Countertenor und Orchester (Orgelfassung)
- Requiem für 3 Männerstimmen und Streichsextett
- Michaelshymne (Text: Heinz Grill) für Sopran, Harfe und Orgel
- Sonnengesang des Hl. Franziskus. Für Sopran, Mezzosopran, Bariton und Orgel (Orchesterfassung mit Soli und Chor)
- Messe 85 für drei Frauenstimmen, Orgel und Harfe

Liturgische Musik
- Kindermesse (Schott)
- Veni creator. Für 4-8-stimmigen gemischten Chor, großes Orchester, Gemeindegesang und Orgel
- O sacrum convivium. Für Bariton solo, vierstimmigem gemischten Chor, Orchester, Orgel und Gemeindegesang

Oratorische und szenische  Werke
- „Tolle lege“ oder die Bekehrung des Augustin. Für 4-7-stimmigen gemischten Chor, 8 Blechbläser, Schlagzeug und Orgel
- Oberuferer Christgeburtspiel. Für Soli, Chor und Instrumente

Lieder
- Ave Maria. Für Sopran (Tenor) und Orgel (Schott)
- Der immerwährende Seelenkalender (Rudolf Steiner). Für Bariton (Mezzosopran) und Klavier (Stephan Wunderlich Verlag)
- Lieder nach Texten von Rudolf Steiner und Heinz Grill für Stimme und Klavier
- Sanskrit Liedsätze für Stimme und Klavier (Stephan Wunderlich-Verlag)
- Psalm 125. Für Sopran und Orgel
- 7 Weihnachtslieder für Sopran und Klavier(Orchester) (Stephan Wunderlich-Verlag)

### Weltliche Chormusik
- 5 Chöre nach Texten von Christian Morgenstern für 4-stimmigen gemischten Chor
- 3 Chöre nach Texten von Rainer Maria Rilke
- Sechs deutsche Volkslieder für achtstimmigen gemischten Chor

## Diskografie (Auswahl)
- Franz Liszt / Julius Reubke. Harald Feller an der Klais-Orgel des Münsters zu Ingolstadt (Calig; 1981)
- Concerts for Trumpet and Organ / Konzerte für Trompete und Orgel. Werke von Purcell, Krebs, Neruda, Schilling. Mit Bernhard Schmid, Trompete (Aurophon; 1989)
- Die Orgel im Dom zu Passau. Werke von Bach, Liszt, Schumann, Reger (Ars Musici; 1989)
- Richard Wagner. Bearbeitungen für Orgel. Bearbeitungen von Liszt, Karg-Elert, Lemare, Feller (Ars Musici; 1991)
- Olivier Messiaen. La Nativité Du Seigneur (Calig; 1993)
- Olivier Messiaen, Maurice Duruflé, Charles Tournemire. Messe De La Pentecôte (Calig; 1993)
- Berühmte Orgelwerke des Barock – Famous Baroque Organ Pieces. Werke von Carl P. E. Bach, Haydn, Händel. Mit der Capella Istropolitana (Classica D’Oro; 1994)
- Orgelimprovisationen zum Film „Schlafes Bruder“. Filmmusik von Hubert von Goisern und Enjott Schneider (Ariola; 1995)
- Marcel Dupré. Chemin de la Croix (Calig, 1996)
- Phantômes: An Organ Spectacular. Werke von Bach, Rossini, Vierne, Rota, Williams, Schneider (Oehms Classics; 2006)
- Geistliche Lieder der Romantik – Sacred Songs of the Romantic Period. Mit Susanne Bernhard, Sopran; Maria Graf, Harfe (Oehms Classics; 2009)
- Nun freut euch, liebe Christen – Weihnachtliche Orgelmusik. Werke von Reger (Oehms Classics; 2010)
- Der immerwährende Seelenkalender. Nach Texten von Rudolf Steiner. Mit Andreas Burkhart, Bariton; Markus Bellheim, Klavier (Stephan Wunderlich Verlag; 2016)
- O Magnum Mysterium – Weihnachtslieder und Chöre von Harald Feller. Mit Susanne Bernhard, Sopran; Markus Bellheim, Klavier; Carl-Orff-Chor Marktoberdorf, Leitung: Stefan Wolitz; Vokalensemble Animato (Stephan Wunderlich Verlag; 2017)